# منظمة سلام وتنمية دارفور
منظمة دارفور للسلام والتنمية هي منظمة صغيرة غير ربحية تديرها دارفور، ومقرها في الولايات المتحدة، وتعمل من أجل المصالحة في منطقة دارفور في السودان. تلتزم إدارة التنمية في دارفور (DPDO) بتعزيز واستعادة السلام والتنمية المستدامة في دارفور، غرب السودان، في أفريقيا.
وهي منظمة غير طائفية مقرها في واشنطن العاصمة ولها مكاتب في الخرطوم والفاشر السودان. تعمل إدارة الدفاع والتنمية على تعزيز المصالحة، لتسهيل الحكم العادل وتمكين سكان دارفور من إعادة بناء وطنهم بطرق فعالة ومستدامة. كما تعزز إدارة مكافحة الأمراض والوقاية منها الوعي بالأزمة في الولايات المتحدة.
تتمثل مهمة المنظمة في تقديم الإغاثة الإنسانية لضحايا الإبادة الجماعية في دارفور، وتسهيل الحكم العادل، وتمكين سكان دارفور من إعادة بناء وطنهم وتطويره بشكل فعال.